# جاك بول
جاك بول هو شخصية أعمال كندي، ولد في 14 أبريل 1933، وتوفي في 23 أكتوبر 2009 بسبب سرطان البنكرياس.

## روابط خارجية
- جاك بول على موقع أوليمبيديا (الإنجليزية)